# The Wolves Go Hunt Their Prey
The Wolves Go Hunt Their Prey è il terzo album discografico del gruppo musicale tedesco The Vision Bleak, pubblicato nel 2007 dalla Prophecy Productions.

## Tracce
Testi e musiche di The Vision Bleak.
1. Amala & Kamala – 1:56
2. She-Wolf – 5:13
3. The Demon of the Mire – 6:42
4. The Black Pharaoh Trilogy: Introduction – 3:21
5. The Black Pharaoh Trilogy: Part I, The Shining Trapezohedron – 5:10
6. The Black Pharaoh Trilogy: Part II, The Vault of Nephren Ka – 6:02
7. The Eldrich Beguilement – 4:57
8. Evil Is of Old Date – 4:50
9. By Our Brotherhood with Seth – 5:08

## Formazione
- Ulf Theodor Schwadorf (Markus Stock) – chitarra elettrica, chitarra acustica, sitar, basso, tastiere, cori
- Allen B. Konstanz (Tobias Schönemann) – voce, batteria, percussioni, tastiere

### Personale tecnico
- Markus Stock – ingegneria del suono

### Grafica
- Łukasz Jaszak – fotografia, grafica di copertina, design